# Лілія Батюк-Нечипоренко
Лілія Батюк-Нечипоренко (справжнє ім'я Нечипоренко Лілія Владиславівна) — українська поетеса.

## Життєпис
Народилася 14 вересня 1971 року в селі Кучаків (попередня назва Кірово) Бориспільського району Київської області. Українка, громадянка України.  
З вересня 1978 року до липня 1988 року навчалась у Кіровській середній школі, де одержала атестат про середню освіту з відзнакою (срібна медаль).
Під час навчання в школі приймала активну участь у громадській діяльності школи, була головою ради дружини та комсоргом школи. У 1985 році зайняла 1 місце в районній, а потім і в обласній олімпіаді з трудового навчання. У 1987 році зайняла 2 місце в районній олімпіаді юних філологів. 

У червні 1996 р. закінчила Національний педагогічний університет ім. М.П.Драгоманова, отримавши кваліфікацію вчитель історії.
У жовтні 1996 року почала працювати на фондовому ринку в якості експерта ТОВ «Трансферт». У листопаді 1999 р. стала директором ПрАТ «Агенція Індекс», реєстратора власників іменних цінних паперів. Займаючи цю посаду, приймала активну участь в роботі саморегулівної організації Професійної асоціації реєстраторів та депозитаріїв: була членом Арбітражного комітету ПАРД, третейським суддею Постійно діючого Третейського суду ПАРД , членом Ради ПАРД.
У червні 2010 р. отримала диплом Центру післядипломної освіти ДВНЗ «Київський національний економічний університет імені Вадима Гетьмана», відповідно до якого мені присвоєно кваліфікацію спеціаліста з фінансів і кредиту.
2013 в бізнес-школі Isaac Pintosevich Systems, отримала спеціальність: бізнес-тренер
2014 в бізнес-школі Isaac Pintosevich Systems, отримала спеціальність: коуч
Під час роботи у відділі реклами пройшла кілька курсів з маркетингу.
З грудня 2013 року почала працювати у відділі реклами. Щоб освоїти нову для себе професію пройшла кілька курсів з маркетингу.
2013 Група компаній «Golden Staff», спеціальність маркетинг
2016 Nederlands Instituut voor Marketing, NIMA marketing-A 
2017 Google Digital Workshop, основи онлайн-маркетингу 
2017 Serendipity Marketing School, маркетинг інтернет-проектів 

## Творчість

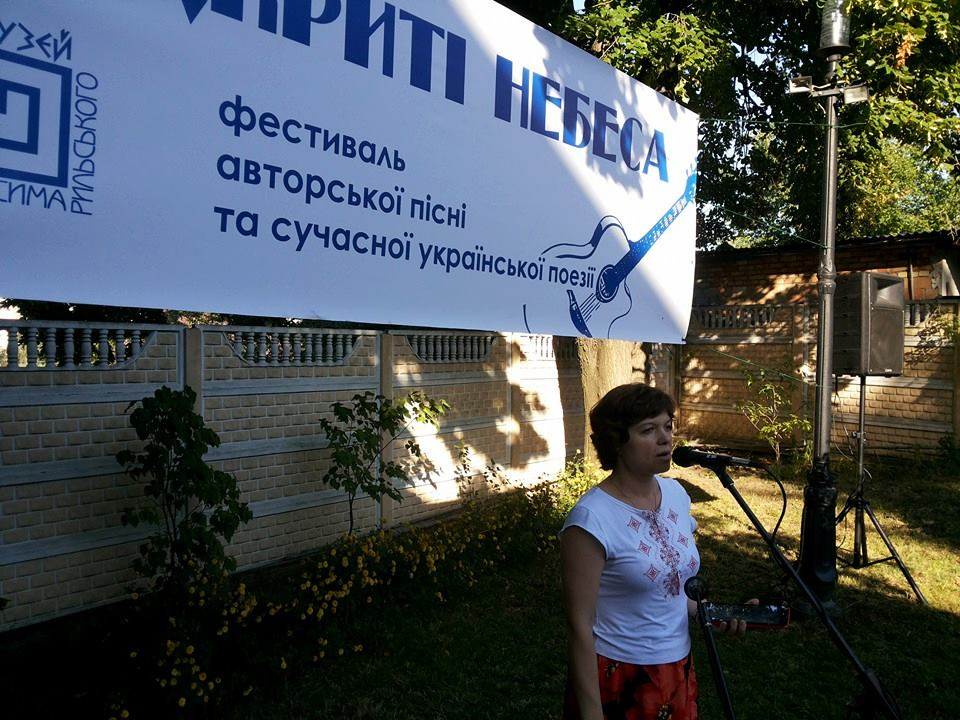
Лілія Батюк-Нечипоренко читає свої твори

- Жіночності п'янке бордо. — ПрАТ «Миронівська друкарня», 2014—176 с. ISBN 978-966-2428-52-0[2]
- Не відміряна міра - ПрАТ «Миронівська друкарня», 2017 - 200 с. ISBN 978-966-2428-72-8
- Сміх метеликів – ФОП Цюпак А.А., 2018 – 236 с. ISBN 978-617-513-535-8
- Візьми мої крила – електронна книга, 2020 – 170 с.

Також публікувалася у виданнях:
- Альманах «Проникновенность» випуск № 2, 2008 р.,
- Альманах "Проникновенность"випуск № 3, 2012 р.,
- Журнал «Гетьман» № 6(59)2014,
- Альманах «Дух землі», 2015 р.
- Антологія сучасної української літератури, 2015 р.
- Літературний часопис «Барви», 2016 р.
- «Підкова для носорога» альманах поезій / Укладач і автор передмови А. В. Стебелєв., 2016.
- «Огні горять», колективна збірка, присвячена пам'яті Т.Г.Шевченка, 2017 р.
- "Голоси Севами”, ювілейний альманах творчого об’єднання «Севама», 2017 р.
- «Відродження поезії: Всеукраїнський літературний фестиваль: Альманах». – Одеса, 2017
- «Поетична топоніміка-2. Поезія і проза про топоніми України». (Літературно-краєзнавчий альманах. Редактор-упорядник – Любов Сердунич). – Хмельницький. Видавець ФОП Цюпак А. А., 2018.

Учасник творчого об’єднання «Севама». Організатор творчих заходів "Лірика бомбосховищ"

## Відзнаки
- Лауреат Фестивалю «Мі-Сі-Соль» 2014 р. у номінації «Найкращий вірш»,
- Дипломант 20-го Міжнародного фестивалю бардівської (авторської) пісні «Славутич -2015» в номінації «автор віршів»,
- Дипломант XXVIII міжнародного фестивалю авторської пісні та співаної поезії «Булат» 2016 р. в номінації «поет».
- У 2015 році отримала першу премію VIII Всеукраїнського фестивалю поезії «Підкова Пегаса» (2015).[3]
- У 2017 році отримала диплом  І–го ступеню музично–поетичного фестивалю «Ірпінський Парнас» у номінації «Релігійна лірика».
- У 2023 році від Всеукраїнського об'єднання "Україна" отримала медаль "За гідність і патріотизм" за представленням від ГО "Творча еліта України"